# Christoffer

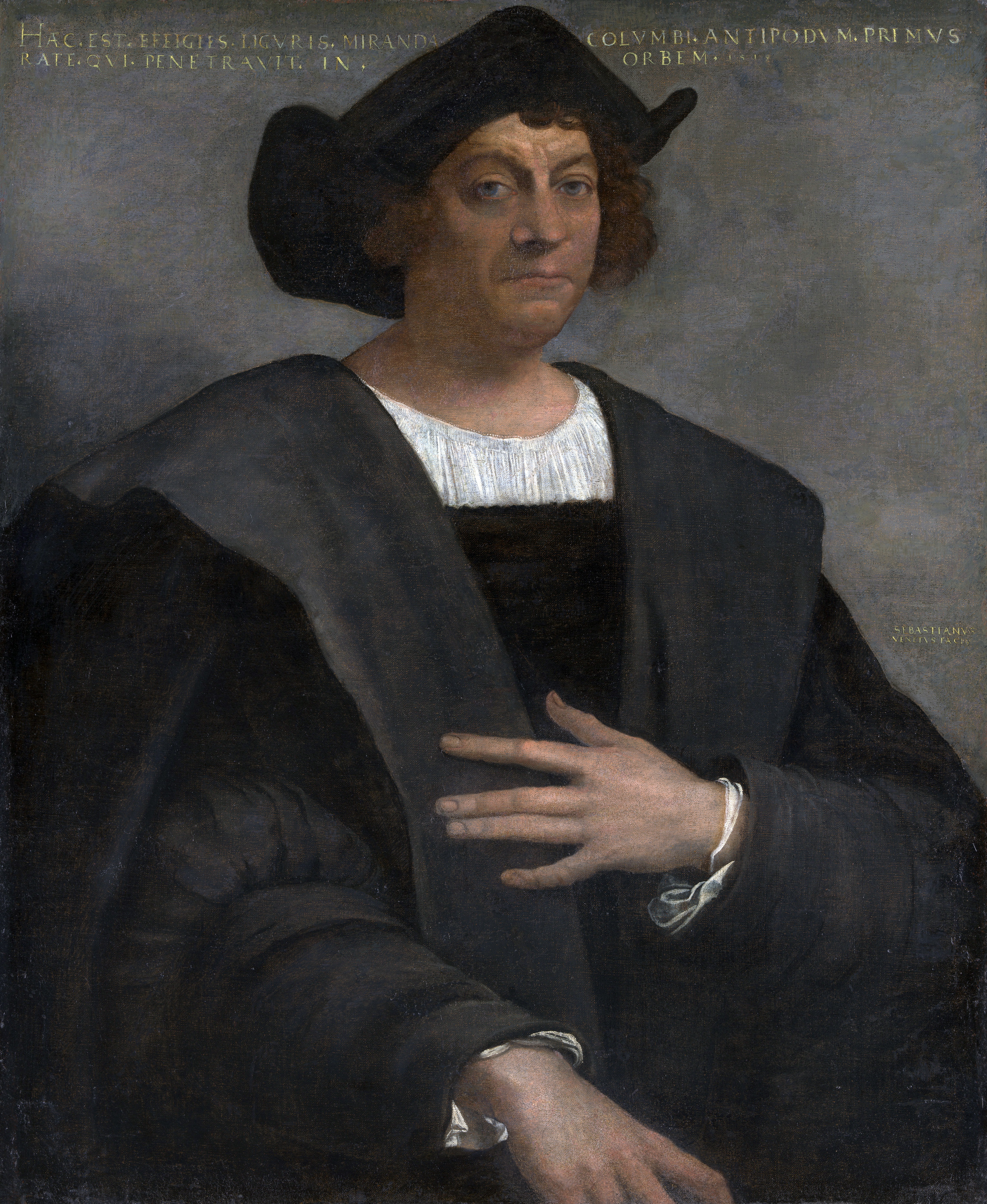
Upptäcktsresanden Christofer Columbus, (1451-1506)

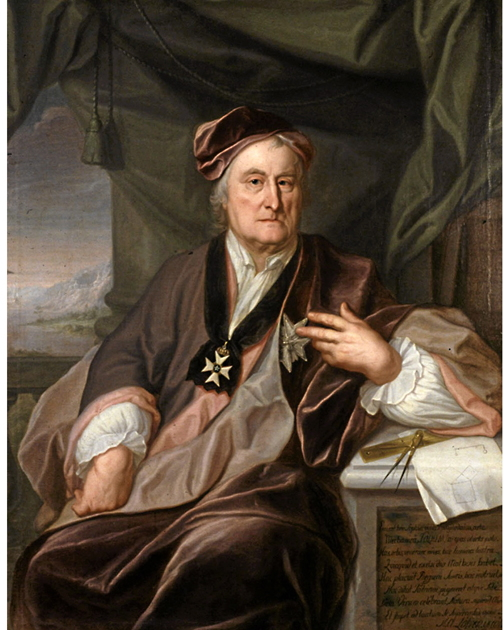
Vetenskapsmannen Christopher Polhem, (1661–1751)

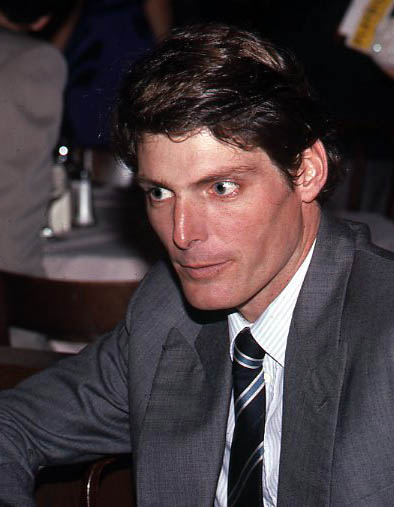
Skådespelaren Christopher Reeve, (1952-2004)

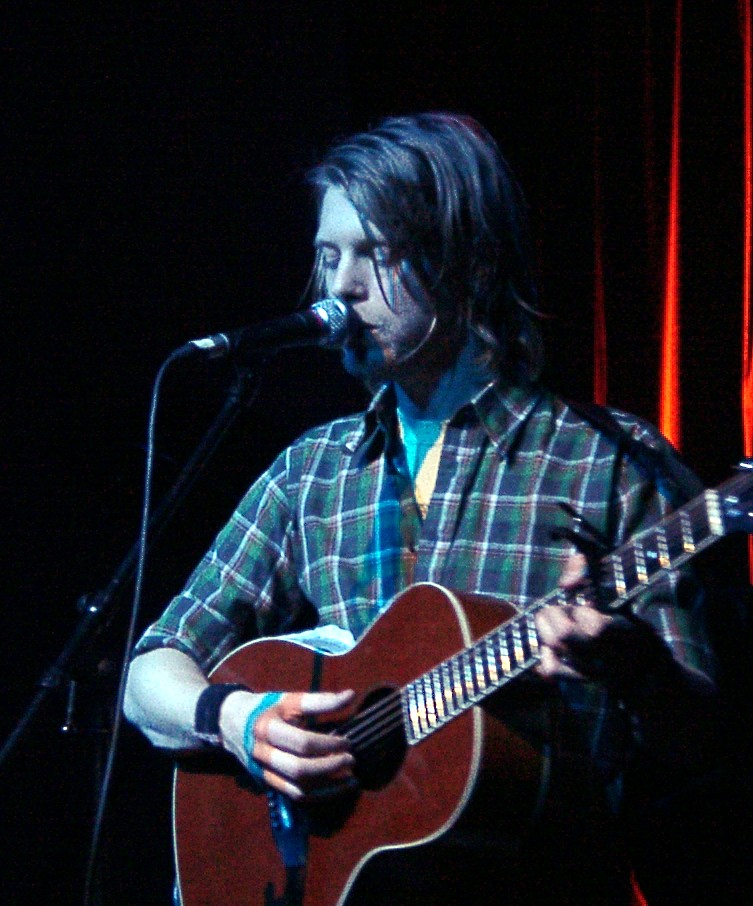
Musikern Kristofer Åström, född 1974

Christoffer är ett manligt förnamn, med grekiskt ursprung, Χριστόφορος (Christóforos). 

## Etymologi
Namnet anses ha betydelsen 'Kristusbärare'. En legend berättar att en man som en gång burit Jesusbarnet över ett vadställe därefter fick namnet. Sedermera blev denne Sankt Kristoffer (lat. Sanctus Christóphorus) de vägfarandes skyddshelgon.

## Stavning

### I bruket
Christoffer är ett namn med väldigt många stavningsvarianter. Det inledande K-ljudet kan stavas med K, C eller Ch, S-ljudet kan stavas med S eller Z, och F-ljudet kan stavas med F, FF, PH eller FH. Detta ger upphov till 24 möjliga stavningsvarianter, varav alla dock inte förekommer.
Den vanligaste stavningen av namnet i Sverige är Christoffer, följt av Kristoffer, Christopher, Kristofer och Christofer. Ovanligare är Cristoffer, Cristopher, Cristofer och Kristopher, som samtliga har några hundra bärare. Än ovanligare är stavningsvarianter med 'z': Kriztofer, Kriztoffer, Chriztofer, Chriztoffer, Chriztopher och Criztoffer förekommer, men har bara några få bärare. Tilläggas kan att det finns enstaka kvinnor som bär namnet.

### I almanackan
Namnet har förekommit i den svenska almanackan sen medeltiden, med namnsdagen 15 mars. Den nuvarande stavningen i almanackan är Kristoffer. Den infördes från och med 1993 års almanacka. Innan dess var stavningen Kristofer, vilket den hade varit sen 1901. Dessförinnan stavades namnet antingen Christopher eller Christofer. 
I den finlandssvenska namnsdagslängden har Kristoffer namnsdag 15 mars sedan starten 1929, då en egen namnsdagskalender togs i bruk för finlandssvenskar. 1929–1972 med stavningen Kristofer.

## Popularitet
Namnet förde en om inte tynande så i vilket fall mer undanskymd tillvaro under 1900-talets större del. Det blev dock mycket populärt på 1980-talet, fortfor att vara vanligt på 1990-talet men har därefter minskat något i popularitet. Den 31 december 2011 fanns det totalt 49 282 personer i Sverige med namnet i någon av dess stavningsformer.
Här nedan redovisas popularieten uppdelad på olika år och förekommande stavningsvarianter:
| Stavning    | 1973  | 1995   | 2011                      |
| ----------- | ----- | ------ | ------------------------- |
| Christofer  | 291   | 2 745  | 2 990                     |
| Christoffer | 636   | 14 810 | 19 499 (varav en kvinna)  |
| Christofher |       | 20     | 20                        |
| Christopher | 386   | 5 208  | 8 355 (varav två kvinnor) |
| Chriztofer  |       |        | 1                         |
| Chriztoffer |       |        | 3                         |
| Chriztopher |       |        | 4                         |
| Cristofer   | 13    | 139    | 167                       |
| Cristoffer  | 25    | 401    | 508                       |
| Cristofher  |       |        | 3                         |
| Cristopher  | 10    | 120    | 184                       |
| Criztoffer  |       |        | 1                         |
| Kristofer   | 566   | 4 195  | 4 360                     |
| Kristoffer  | 1 496 | 10 523 | 13 076 (varav en kvinna)  |
| Kristofher  |       |        | 7                         |
| Kristopher  |       | 99     | 135                       |
| Kriztofer   |       |        | 2                         |
| Kriztoffer  |       |        | 1                         |
| Totalt      | 3 423 | 38 260 | 49 282                    |

## Personer med förnamnet Christoffer
- Kristofer av Bayern, svensk, dansk och norsk kung 1440 (unionsregent), i Danmark Kristoffer III
- Kristofer Vasa, svensk och polsk prins död vid födseln 1598 (då även modern drottning Anna avled), son till kung Sigismund
- Kristofer I, dansk kung 1252
- Kristofer II, dansk kung 1320
- Kristofer av Mecklenburg (1537–1592), hertig av Mecklenburg
- Kristofer av Oldenburg (död 1566), greve av Oldenburg
- Kristoffer (helgon)
- Christoffer Andersson, svensk fotbollsspelare
- Kristoffer Appelquist, svensk komiker
- Cristóbal Balenciaga, spansk modeskapare
- Christoffer Barnekow, svensk journalist
- Kristoffer Berntsson, svensk konståkare
- Waldemar Christopher Brøgger, norsk geolog, mineralog och paleontolog
- Christofer Columbus, italiensk-spansk upptäckare
- Christopher Dean, brittisk konståkare
- Christoffer Wilhelm Eckersberg, dansk konstnär
- Christofer Fjellner, svensk moderat politiker
- Christopher Gillberg, svensk barn- och ungdomspsykiater
- Christoph Willibald Gluck, tysk tonsättare
- Topher Grace (född Christopher Grace), amerikansk skådespelare
- Christopher Hibbert, brittisk författare och historiker
- Christopher Hitchens, brittisk författare och journalist
- Kristoffer Huldt, svensk bergsingenjör och industriman
- Kristofer Hæstad, norsk fotbollsspelare
- Christopher Jolin, svensk författare
- Christopher Christian Karsten, svensk operasångare
- Christopher Lambert, fransk skådespelare
- Kristoffer Leandoer, svensk författare och översättare
- Christopher Lee, brittisk skådespelare
- Christopher Lund Nissen, dansk popsångare
- Kristofer Lundström, svensk journalist, programledare
- Kristoffer Nordfeldt, svensk fotbollsmålvakt
- Christopher "Chris" O'Neill, gift med prinsessan Madeleine
- Kristoffer Olsson, svensk fotbollsspelare
- Christopher Nolan, amerikansk/engelsk regissör
- Christopher Penn, amerikansk skådespelare
- Christopher Plummer, kanadensisk skådespelare
- Christopher Polhem, svensk uppfinnare
- Christopher Reeve, amerikansk skådespelare
- Kristopher Schau, norsk skådespelare
- Christoph Schönborn, österrikisk kardinal
- Christopher Tolkien, brittisk författare
- Kristofer Uppdal, norsk författare
- Christopher Walken, amerikansk skådespelare
- Christopher Wren, brittisk arkitekt

## Fiktiva personer med förnamnet Christoffer
- Christopher Robin, husse för leksaksdjuren i A.A. Milnes barnböcker om Nalle Puh.
- Christopher "Kit" Walker. Fiktiv seriefigur mer känd som Fantomen.

## Varianter på andra språk[8]
- Christopher (engelska)
- Christoph (tyska)
- Christophe (franska)
- Cristóbal (spanska)
- Cristoforo (italienska)
- Cristóvão (portugisiska)
- Hristo, Hristofor (bulgariska, makedoniska)
- Kester (skotska)
- Kristaps (litauiska)
- Kristóf (ungerska)
- Krzysztof (polska)
- Risto (finska)